# Alsdorf (Westerwald)
Pour les articles homonymes, voir Alsdorf (homonymie).
Alsdorf  est une municipalité allemande située dans le land de Rhénanie-Palatinat et l'arrondissement d'Altenkirchen (Westerwald).

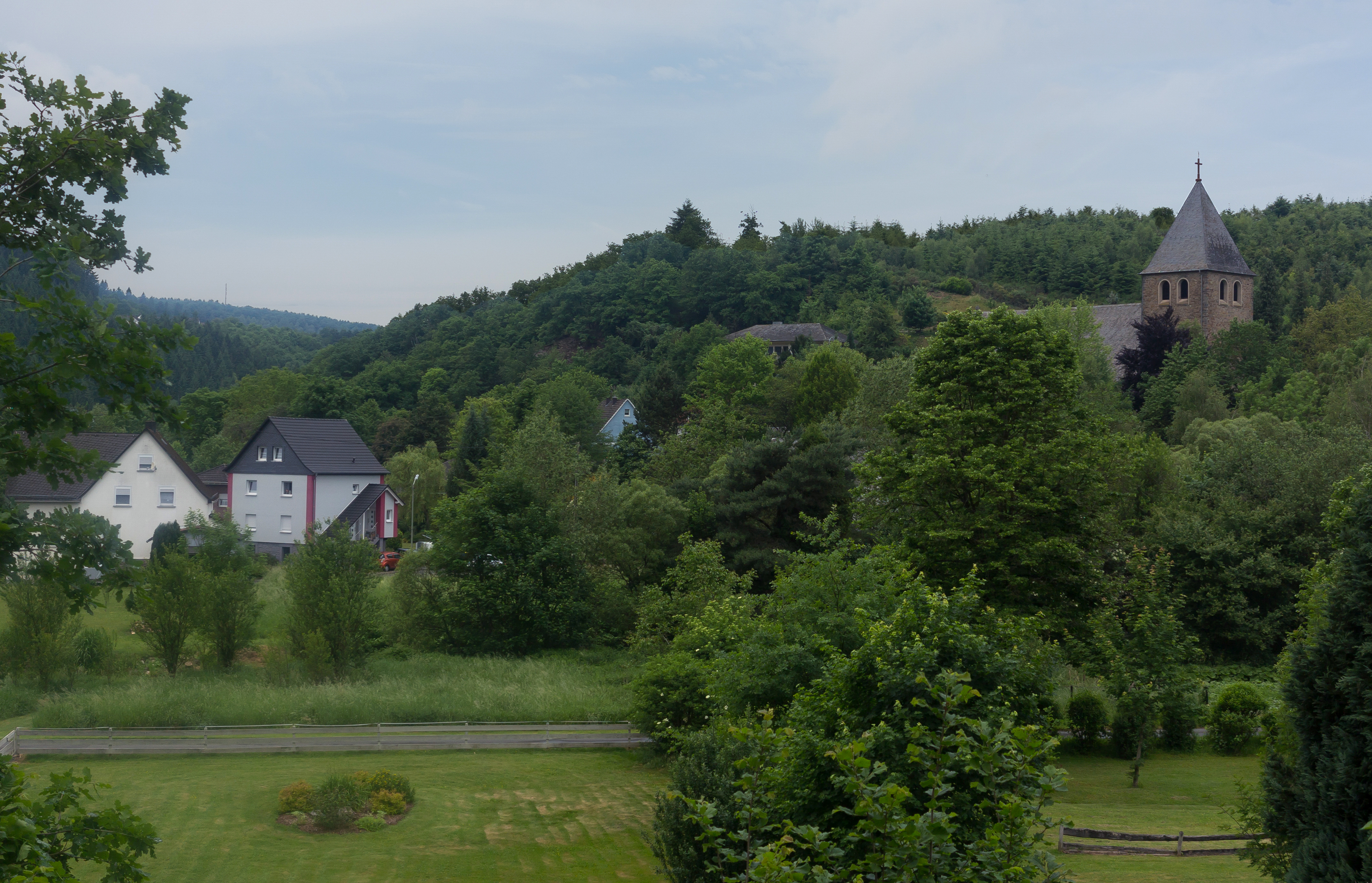
Alsdorf, l'église dans la rue

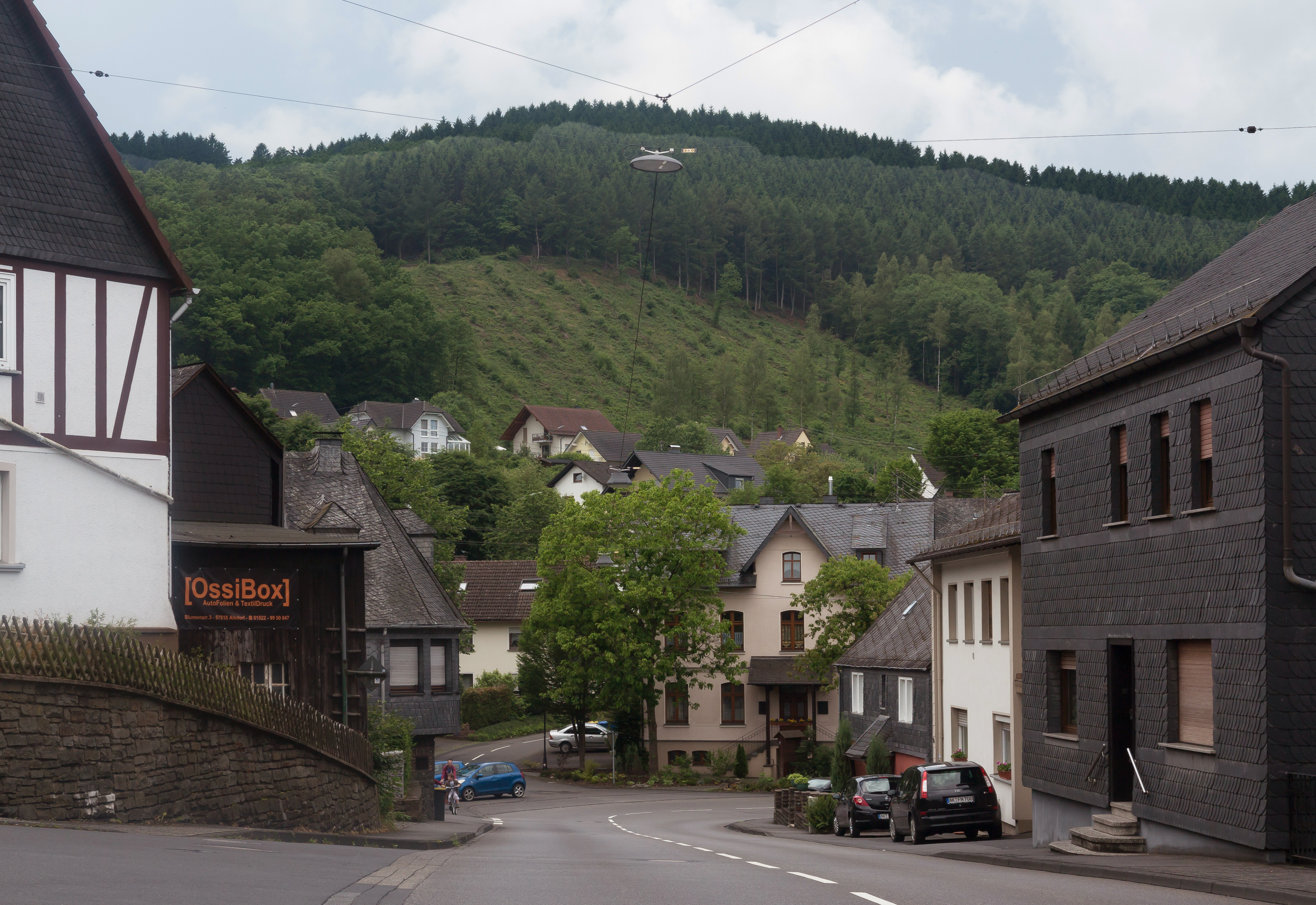
Alsdorf, vue dans la rue